# Cyrano de Bergerac (filme de 1950)
Cyrano de Bergerac é um filme estadunidense de 1950 dirigido por Michael Gordon, baseado na peça Cyrano de Bergerac, de Edmond Rostand. Não foi lançado nacionalmente até 20 de julho de 1951.

## Histórico
O filme Cyrano de Bergerac foi lançado em preto e branco, em 1950, na cidade de Los Angeles. Foi a primeira versão inglesa da obra de Rostand, usando a tradução que o poeta Bryan Hooker fizera em 1923, especialmente para a interpretação de Walter Hampden, usando a tradução em versos brancos, no lugar dos originais versos alexandrinos de Rostand.
O célebre nariz do personagem, com sete centímetros de comprimento, foi criado por Josef e Gustaf Norin, que levaram seis dias fabricando os moldes, dos quais Ferrer usou 52 reproduções.

## Sinopse
A história se passa entre 1640 e 1655. Cyrano de Bergerac é um herói romântico, que combate a covardia, a estupidez e a mentira. Ele ama sua prima, Roxane, moça inteligente, mas um tanto pedante, que gosta de ser cortejada com palavras bonitas e originais.
O jovem Cristiano também a ama, mas não sabe falar com brilhantismo, ao contrário de Cyrano, que tem o dom da palavra. Cyrano, sem esperanças de conquistar a prima, em razão de ser bastante feio, resolve ajudar Cristiano a conquistá-la através das palavras.
Cyrano ensina a Cristiano observações espirituosas, poesia, e até fala por ele, às escondidas, fazendo com que Roxane o ame. Um terceiro homem, porém, a corteja, o duque de Guiche, que interfere mandando Cristiano e Cyrano para o cerco de Arras, um violento combate ocorrido nas guerras religiosas da França.
Cyrano continua a escrever cartas a Roxane, em nome de Cristiano, e ela vai ao seu encontro na batalha, encontrando Cristiano agonizante, ferido em combate. Viúva, Roxane recolhe-se a um convento, onde recebe continuamente a visita de Cyrano.
Um dia, Cyrano é mortalmente ferido, mas consegue chegar até a amada, e conta-lhe do sentimento que sempre teve com ela. Roxane chora “um amor duas vezes perdido”, percebendo, no último instante, que o amava.

### Elenco
- José Ferrer... Cyrano de Bergerac
- Mala Powers... Roxane
- William Prince... Christian de Neuvillette
- Morris Carnovsky ... Le Bret
- Ralph Clanton ... Antoine, conde de Guiche
- Lloyd Corrigan ... Ragueneau
- Virginia Farmer ... Duenna
- Edgar Barrier ... Cardeal Richelieu
- Elena Verdugo ... Orange Girl
- Albert Cavens ... Visconde de Valvert
- Arthur Blake ... Montfleury
- Don Beddoe ... The Meddler
- Percy Helton ... Bellerose

## Prêmios
- O ator José Ferrer recebeu o Oscar de melhor ator de 1950, com o papel de Cyrano. Quem recebeu o prêmio em seu nome foi a atriz Helen Hayes. O ator concorreu com William Holden, em "Crepúsculo dos Deuses"; James Stewart, em "Meu amigo Harvey"; Spencer Tracy, em "O papai da noiva", e Louis Calhern, em "Nobre Rebelde" (The Magnificent Yankee).
- José Ferrer recebeu também o Globo de Ouro de melhor ator de filmes na categoria drama.

## Literatura
ALBAGLI, Fernando (1988). Tudo sobre o Oscar de 1927 a 1987. Rio de Janeiro: Editora Brasil-América (Ebal). [S.l.: s.n.] ISBN 85-272-0015-5